# Ludruk
El ludruk es un género teatral de Java Oriental (Indonesia). En la actuación, los personajes cuentan sobre un estrado sus historias y conflictos cotidianos. Si bien su origen es incierto, se cree que se remonta al siglo XIII.
Cuando hay diálogo y monólogo, éstos son fundamentalmente cómicos y casi siempre expresados en el dialecto javanés de Surabaya. No obstante, resulta normal que en cada obra intervengan varios dialectos. Los diálogos suelen ser interrumpidos con bromas y acompañados con música de gamelan.